# غيلسا
بلدية غيلسا (بالإسبانية: Gelsa) هي بلدية تقع في مقاطعة سرقسطة التابعة لمنطقة أراغون شمال شرق إسبانيا.

## الديموغرافيا
بلغ عدد سكان بلدية غيلسا 1.174 نسمة عام 2011 (وفقاً للمعهد الوطني الإسباني للإحصاء).
| 1.289 | 1.261 | 1.236 | 1.221 | 1.198 | 1.226 | 1.174 |